# 심플렉틱 행렬
수학에서 심플렉틱 행렬(symplectic行列, 영어: symplectic matrix) 또는 사교행렬(斜交行列)은 특정한 성질을 만족시키는 2n×2n 정사각행렬이다. 심플렉틱 행렬들은 (콤팩트하지 않은) 리 군인 심플렉틱 군 Sp(2n,ℝ)을 이룬다.

## 정의
2n×2n차 (실수) 심플렉틱 행렬은 다음을 만족하는 2n×2n 정사각행렬 {\displaystyle M}이다.
{\displaystyle M^{\top }\Omega M=\Omega }
여기서 {\displaystyle \Omega }는 다음과 같다.
{\displaystyle \Omega ={\begin{bmatrix}0&I_{n}\\-I_{n}&0\\\end{bmatrix}}}
여기서 {\displaystyle I_{n}}은 n×n 단위행렬이고, {\displaystyle \det \Omega =1}, {\displaystyle \Omega ^{-1}=\Omega ^{\top }=-\Omega }을 만족한다.

## 성질
{\displaystyle \det \Omega =1}이므로, 심플렉틱 행렬의 행렬식은 항상 1이다. 심플렉틱 행렬의 역행렬은 다음과 같다.
{\displaystyle M^{-1}=-\Omega M^{\top }\Omega }.
심플렉틱 행렬들은 행렬곱과 역행렬에 대하여 닫혀 있어, 실수 리 군 Sp(2n,ℝ)을 이룬다. 이는 복소 단순 리 군 Sp(2n,ℂ)의 콤팩트하지 않은 실수 형태이며, 심플렉틱 군으로 불린다. (다만, 콤팩트 실수 형태도 "심플렉틱 군"으로 불리나, 엄밀히 말하면 다른 군이다.)
심플렉틱 행렬의 로그는 해밀턴 행렬(영어: Hamiltonian matrix)이다.

## 같이 보기
- 아다마르 행렬
- 윌리엄슨 형식